# 더 굿: 리브 하드, 셀 하드
《더 굿: 리브 하드, 셀 하드》(영어: The Goods: Live Hard, Sell Hard)는 미국에서 제작된 닐 브레넌 감독의 2009년 코미디 영화이다. 제러미 피븐, 빙 레임스, 제임스 브롤린, 데이비드 케크너, 캐스린 한, 에드 헬름스, 조대나 스피로 등이 출연하였고, 애덤 매케이 등이 제작에 참여하였다.

## 줄거리
터메큘라에서 자동차 대리점을 운영하는 벤 셀렉은 영업 실패로 파산 위기에 이르자 뛰어난 수완을 지닌 돈 레디와 그의 팀을 용병으로 고용한다. 이들은 독립기념일 주말에 차 211대를 완판해야만 한다.    

## 출연
- 제러미 피븐 - 돈 "더 구즈" 레디 / "빅 보이 도니" 역
- 빙 레임스 - "지비" 뉴섬 역
- 제임스 브롤린 - 벤 셀렉 역
- 데이비드 케크너 - 브렌트 게이지 역
- 캐스린 한 - 뱁스 메릭 역
- 에드 헬름스 - 팩스턴 하딩 역
- 조대나 스피로 - 아이비 셀렉 역
- 토니 헤일 - 웨이드 주하 역
- 켄 정 - 테디 댕 역
- 롭 리글 - 피터 셀렉 역
- 앨런 시크 - 스튜 하딩 역
- 찰스 네이피어 - 딕 루이스턴 역
- 조너선 서다우스키 - 블레이크 역
- 노린 더울프 - 헤더 역
- 웬디 맬릭 - 태미 셀렉 역
- 크레이그 로빈슨 - D.J. 리퀘스트 역
- 브라이언 캘런 - 제이슨 역
- 조이 컨 - 리키 역
- 맷 월시 - 캡틴 오티즈 역
- 이언 로버츠 - 게리 역
- 크리스틴 샬 - 승무원 스테이시 역
- 크리스토퍼 가틴 - 남편 역
- 제시카 세인트클레어 - 아내 역
- 모건 머피 - 노래방 바텐더 역
- T.J. 밀러 - 세스나 짐 역
- 윌 페럴 - 크레이그 맥더멋 역 (크레디트 미기재)
- 브래들리 스티븐 페리 - 젊은 돈 레디 역 (크레디트 미기재)
- 지나 거숀 (크레디트 미기재)

## 기타 제작진
- 배역: 앨리슨 존스, 제니퍼 유스턴
- 미술: 스테파니아 첼라
- 의상: 메리 제인 포트